# Bažant zlatý
Bažant zlatý (Chrysolophus pictus) je pták z řádu hrabavých obývající lesy a hornaté oblasti na území západní Číny, jako lovný druh byl však vysazen i v řadě jiných světových zemí (např. ve Velké Británii a v Česku). Samec, který na délku dorůstá 90 - 105 cm (pouze ocas přitom zabírá celé dvě třetiny z jeho celkové délky), se oproti nevýrazně černo-hnědě zbarvené samici vyznačuje výrazným opeřením, na němž převažuje červené zbarvení. Živí se zejména semeny, zelenými částmi rostlin a malými bezobratlými živočichy. Díky svým silným končetinám jsou tito ptáci celkem rychlými běžci, při vážném nebezpečí však raději vzlétají.

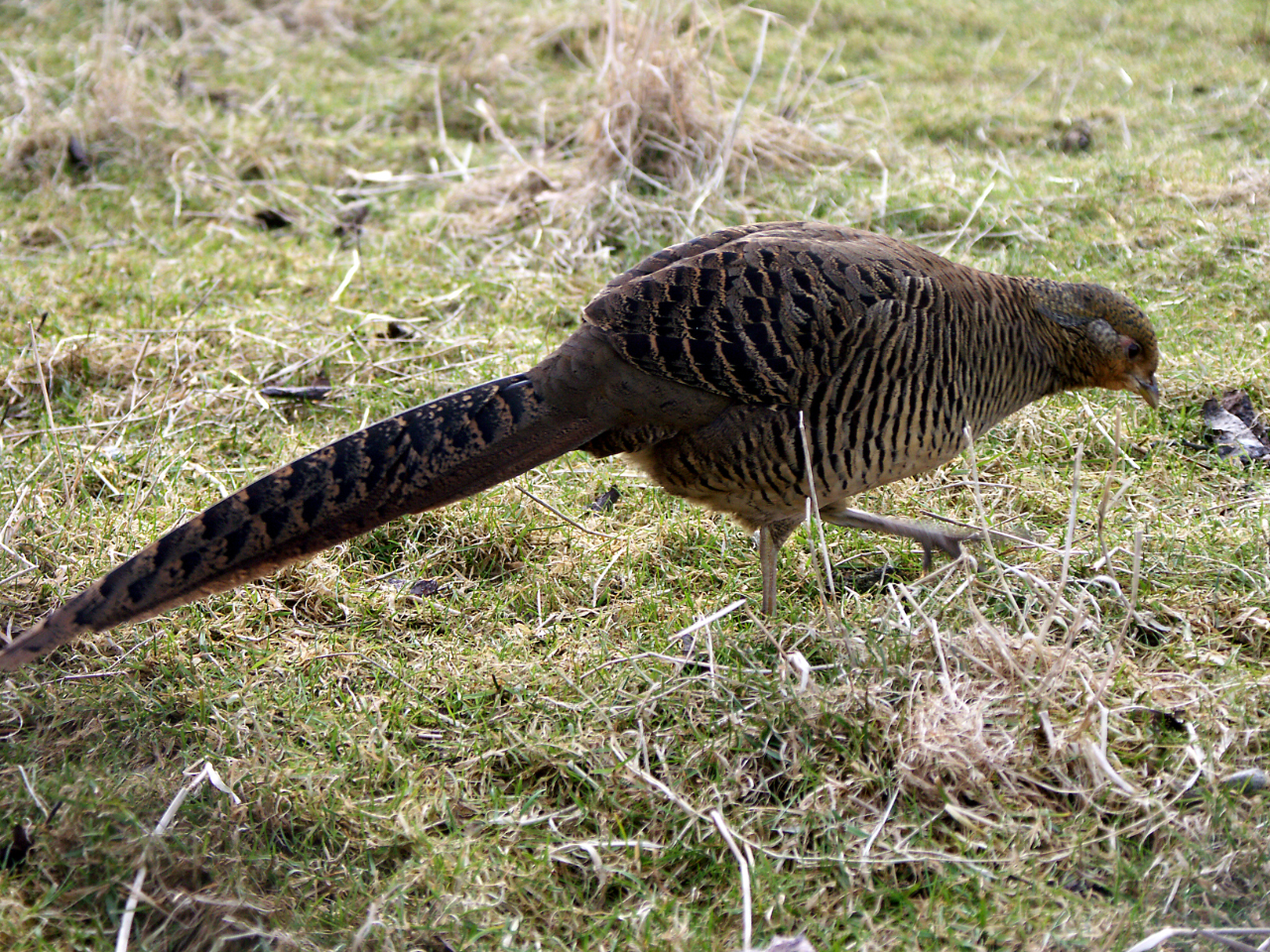
Samice

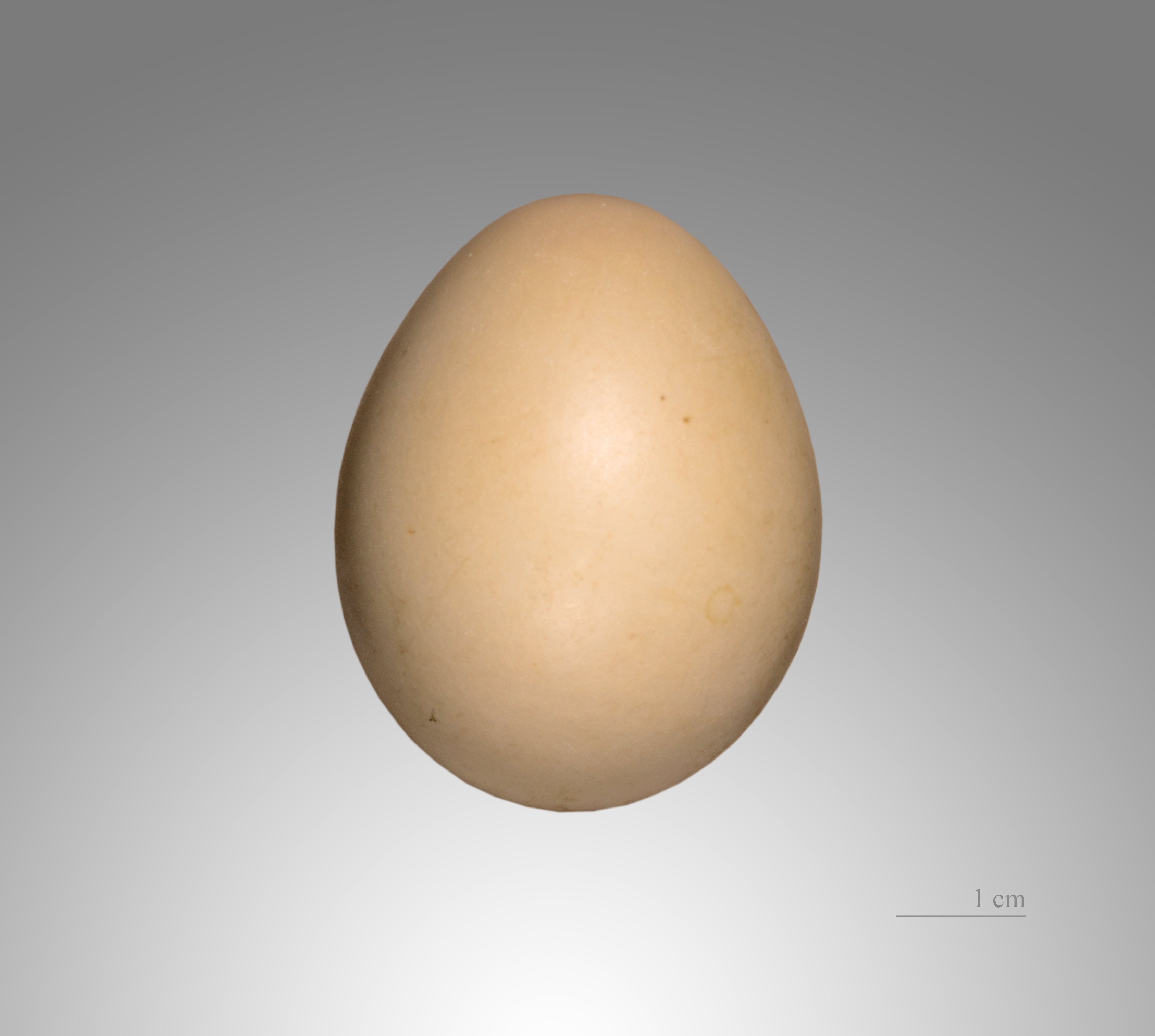
Chrysolophus pictus

## Chov
Nejméně náročný druh okrasného  bažanta.Můžeme ho chovat po celý rok ve venkovní voliéře s možností v zimě hřadovat v chráněném přístřešku.

## Potrava
Dospělé bažanty můžeme krmit pšenicí,ječmenem,ovsem,prosem a drobnou kukuřicí.